# Hyundai i30
Hyundai i30 — легковий автомобіль C-класу корейської фірми Hyundai Motor Company.

## Перше покоління (FD)
Hyundai i30 вперше був показаний на «Genfer Auto-Salon» в березні 2007 року. Дизайн Hyundai i30, як і дизайн його брата-близнюка Kia cee'd, був розроблений спеціально для Європи німецькою фірмою в Рюссельсхаймі.
Hyundai i30 не був розроблений з нуля як абсолютно новий автомобіль. За основу була взята Hyundai Elantra New, для якої німецькі дизайнери розробили дизайн кузова хетчбек і інтер'єр салону.
Автомобіль виробляється на новому заводі фірми Hyundai в Ношовіцах (чеськ. Nošovice) (Чехія), до цього — в Південній Кореї.
Фірма Hyundai ввела нову систему імен для Європи — ім'я автомобіль отримує в залежності від свого класу.
З вересня 2008 року i30 під назвою Elantra Touring продається в США.

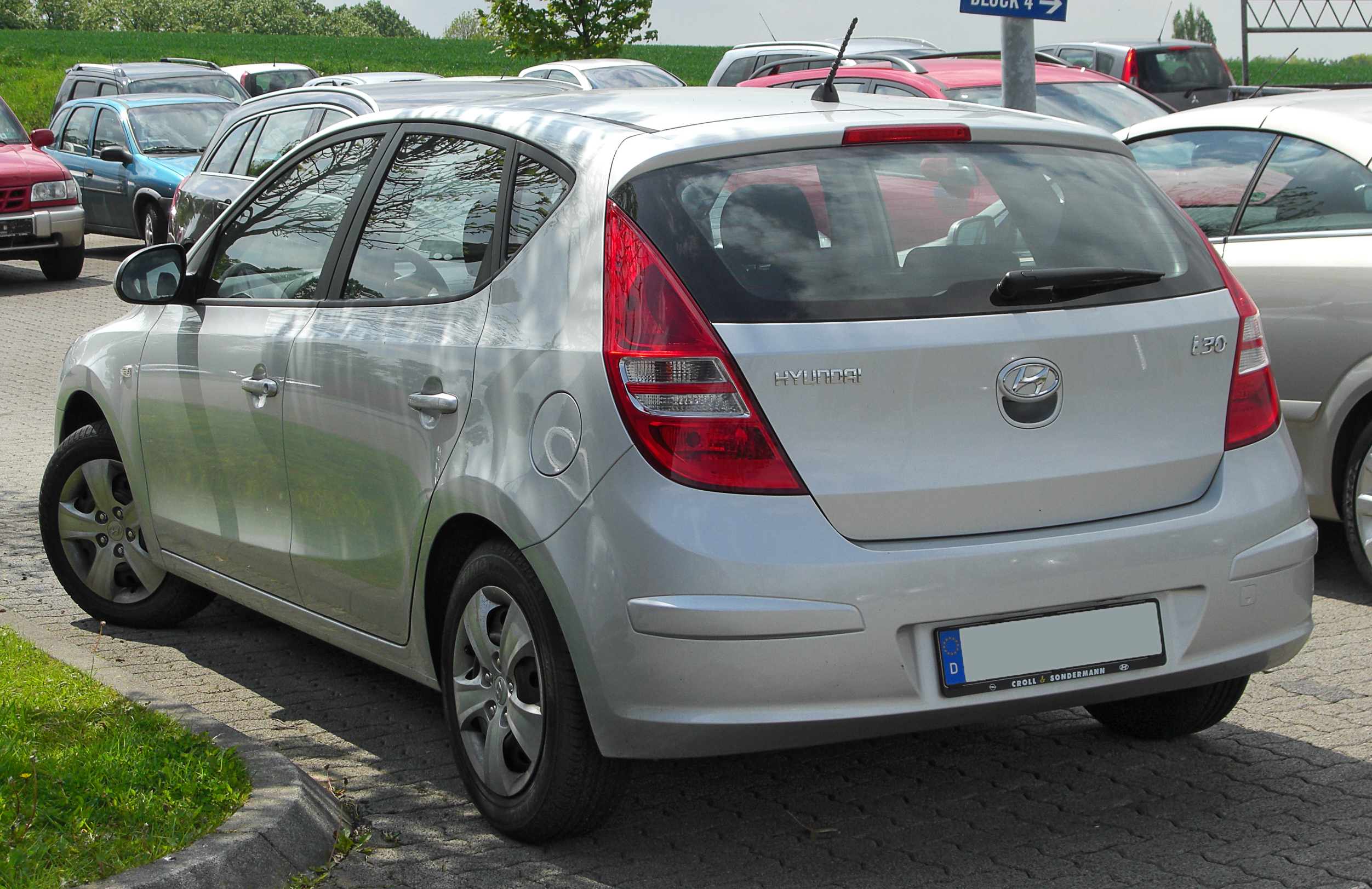
Hyundai i30 (2007-2010)
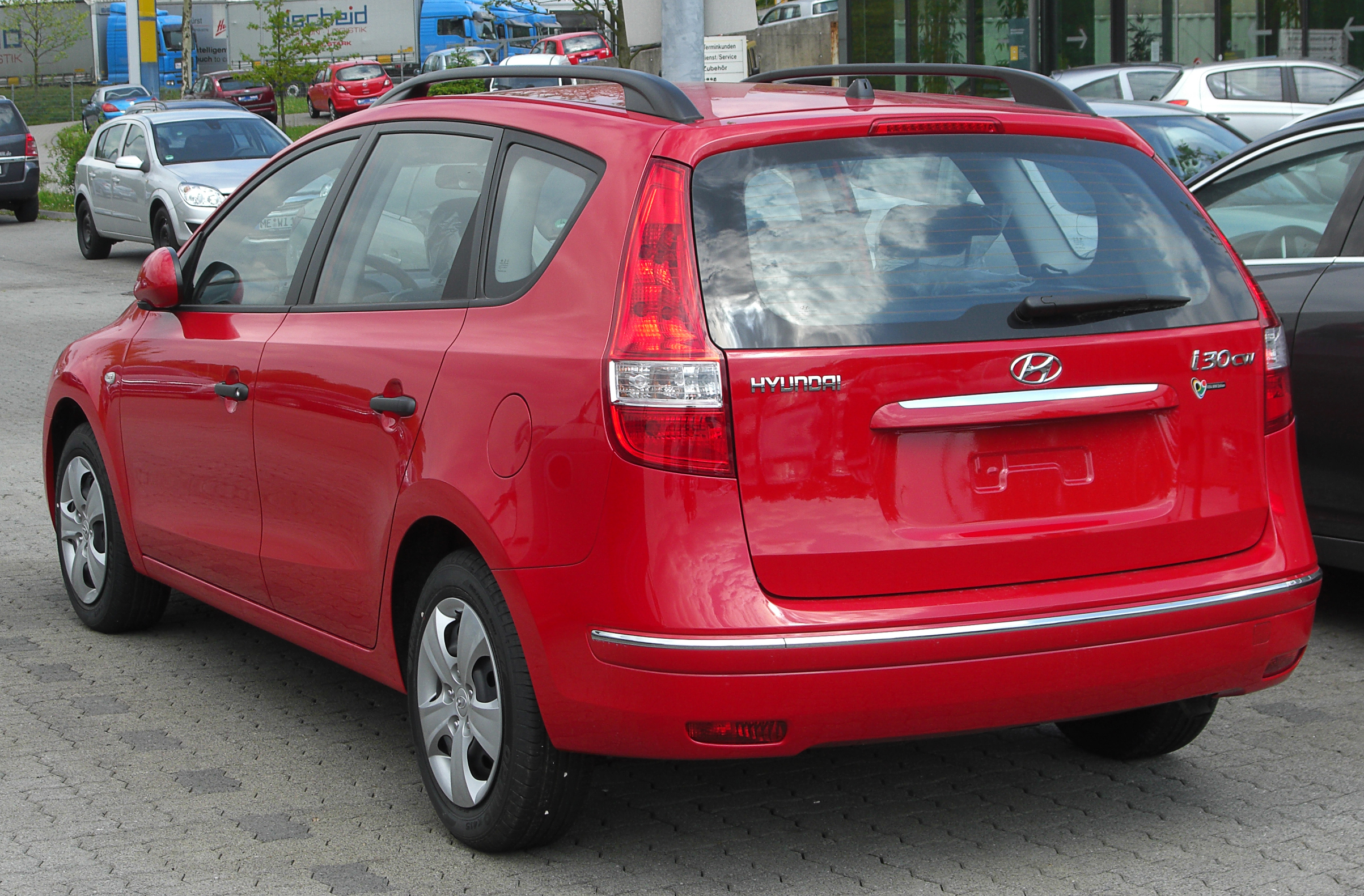
Hyundai i30cw (2008-2010)
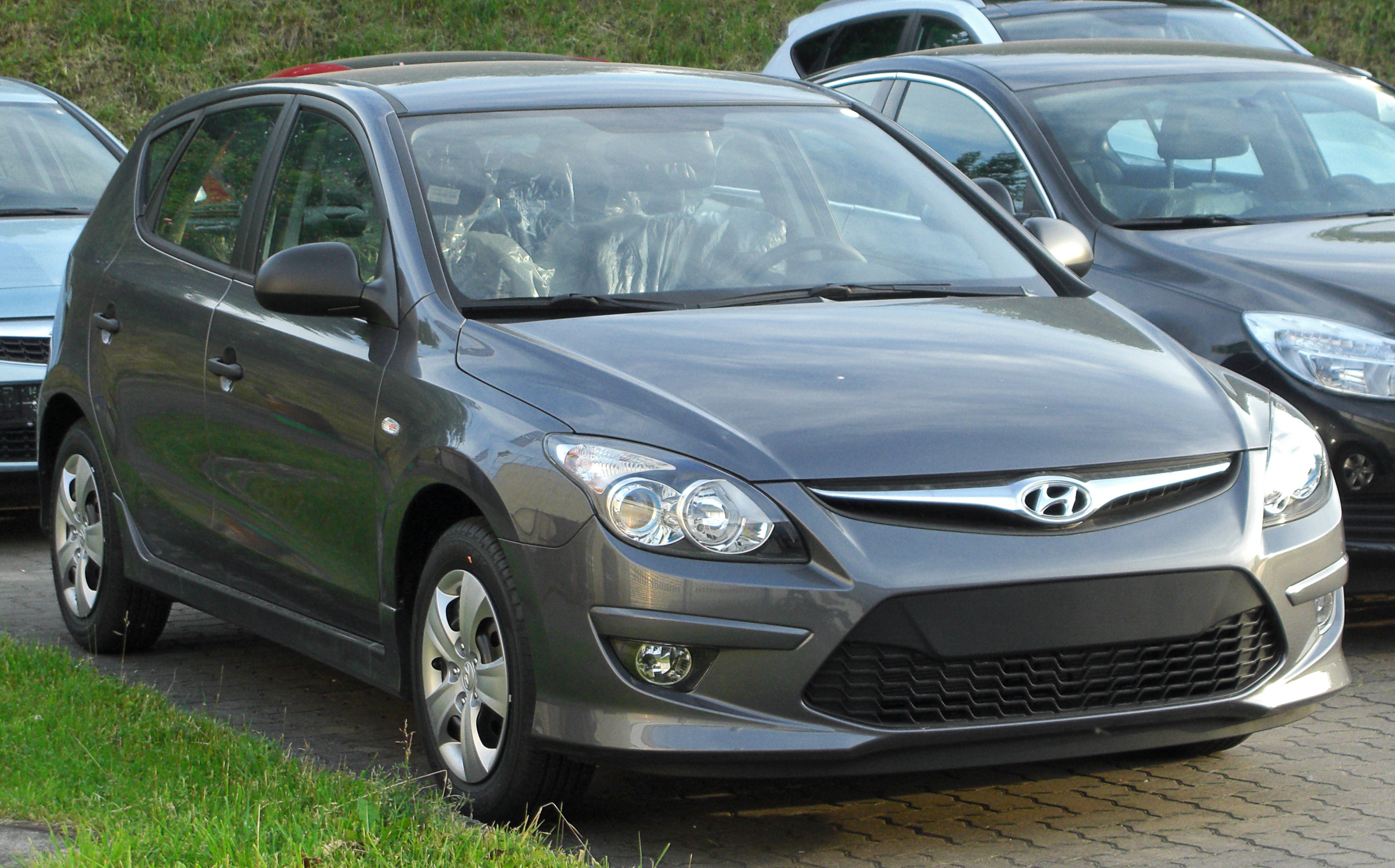
Hyundai i30 (2010-2012)
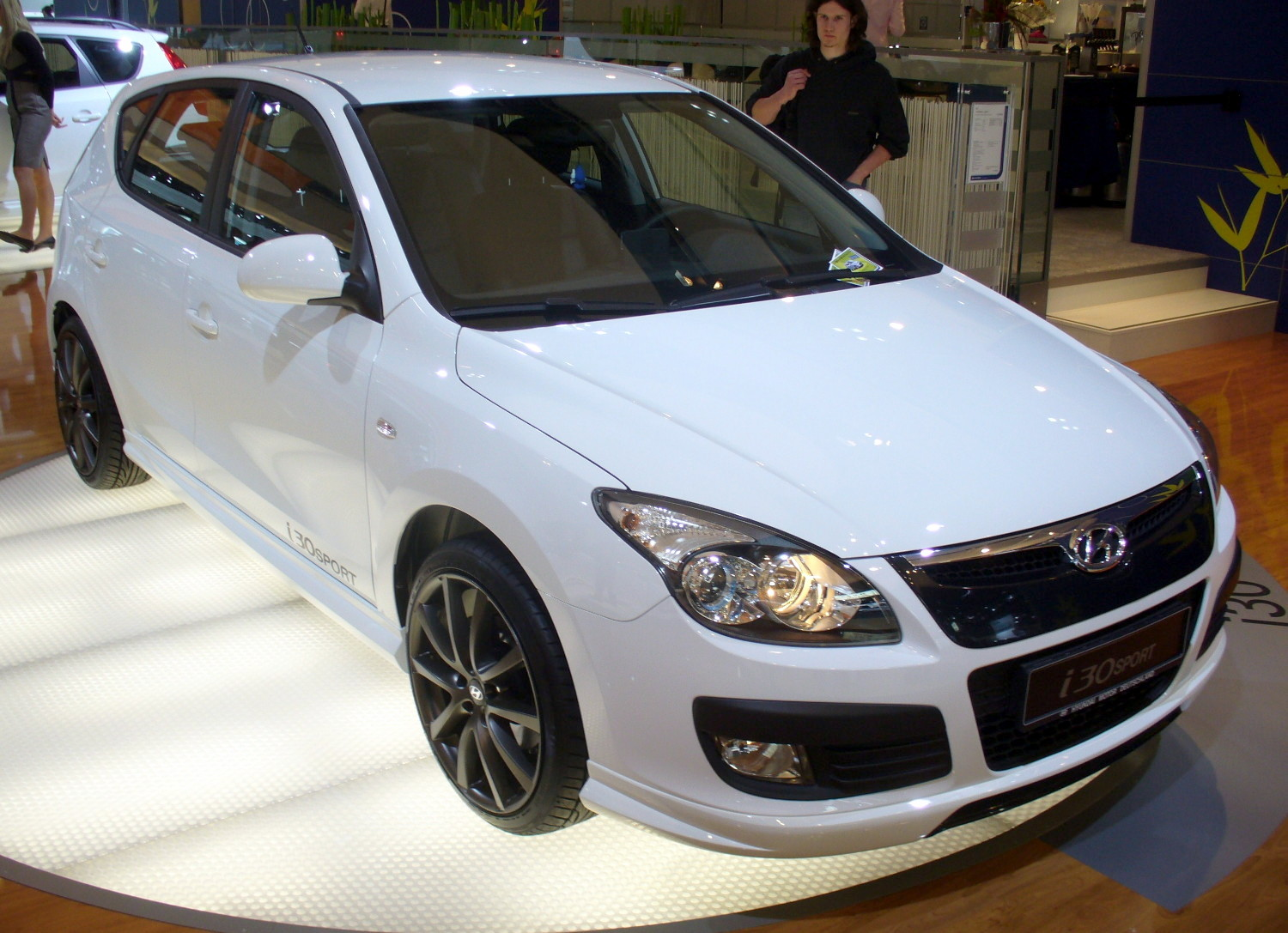
Hyundai i30 Sport
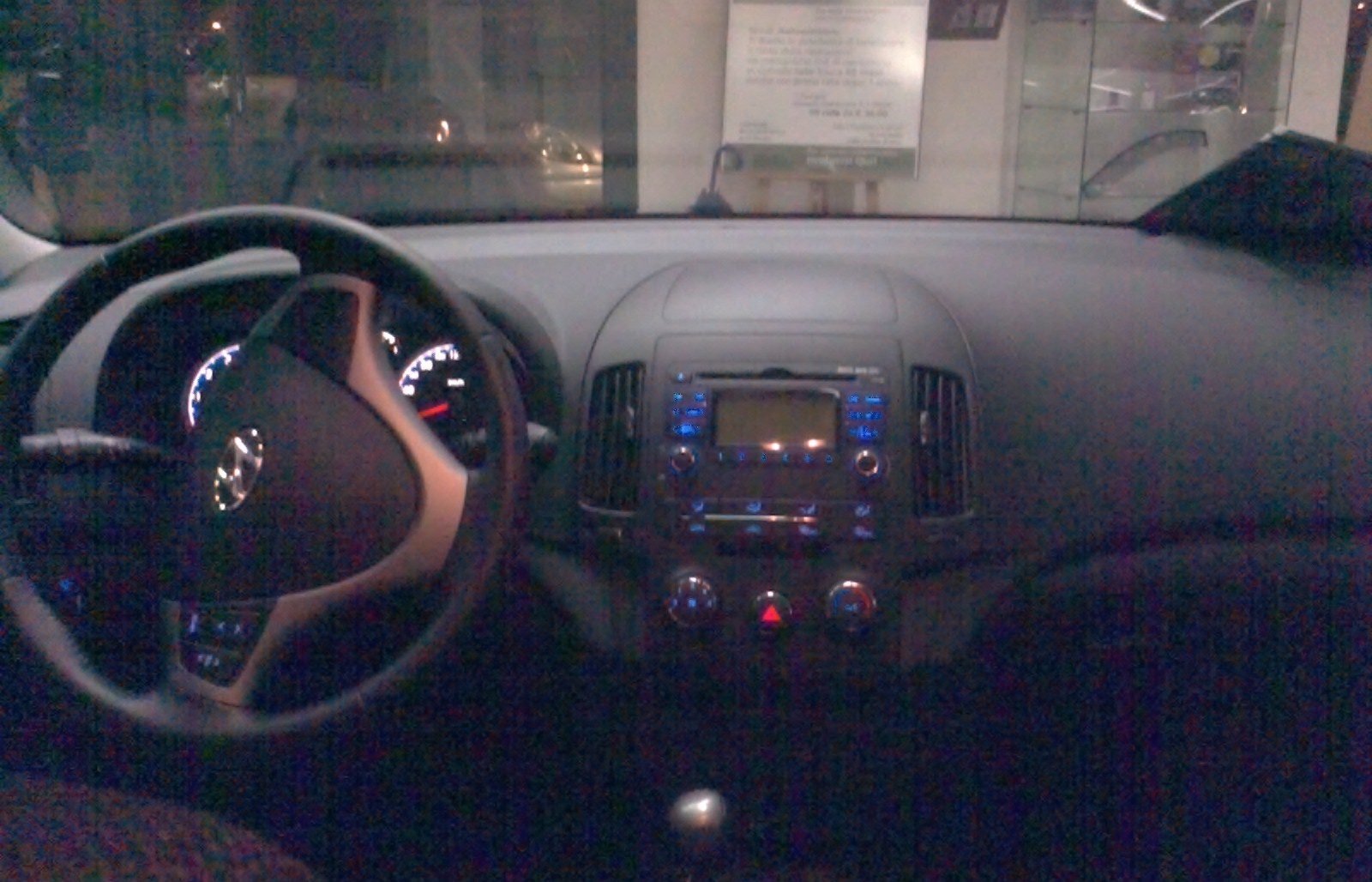

### Двигуни
- 1.4 л I4
- 1.6 л I4 Gamma
- 2.0 л I4 Beta II
- 1.6 л I4 CRDi
- 2.0 л I4 CRDi

### Кольорова гамма
| Crystal White Uni           | Shine Red1 Uni               |                        |                           |                           |                          |
| Continental Silver Metallic | Champagne Silver Metallic    | Steel Gray Metallic    | Vivid Blue1 Metallic      | Moonlight Blue1 Metallic  |                          |
| Glowing Red Mineraleffekt   | Cashmere Brown Mineraleffekt | Ice Blue Mineraleffekt | Indigo Blue Mineraleffekt | Stone Black Mineraleffekt | Ember Red1 Mineraleffekt |

## Друге покоління (GD)

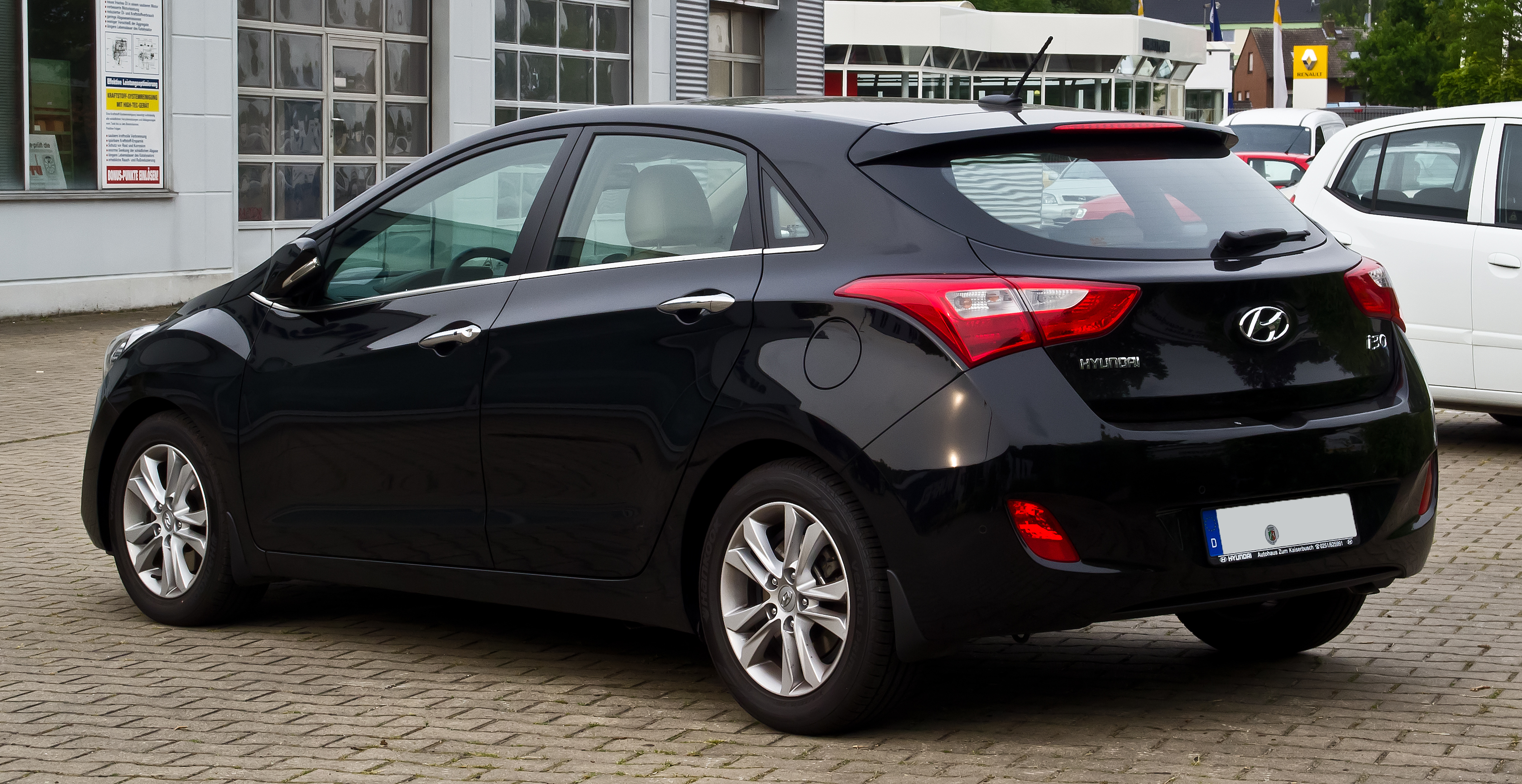
Hyundai i30 ІІ 5дв. (2011-2015)

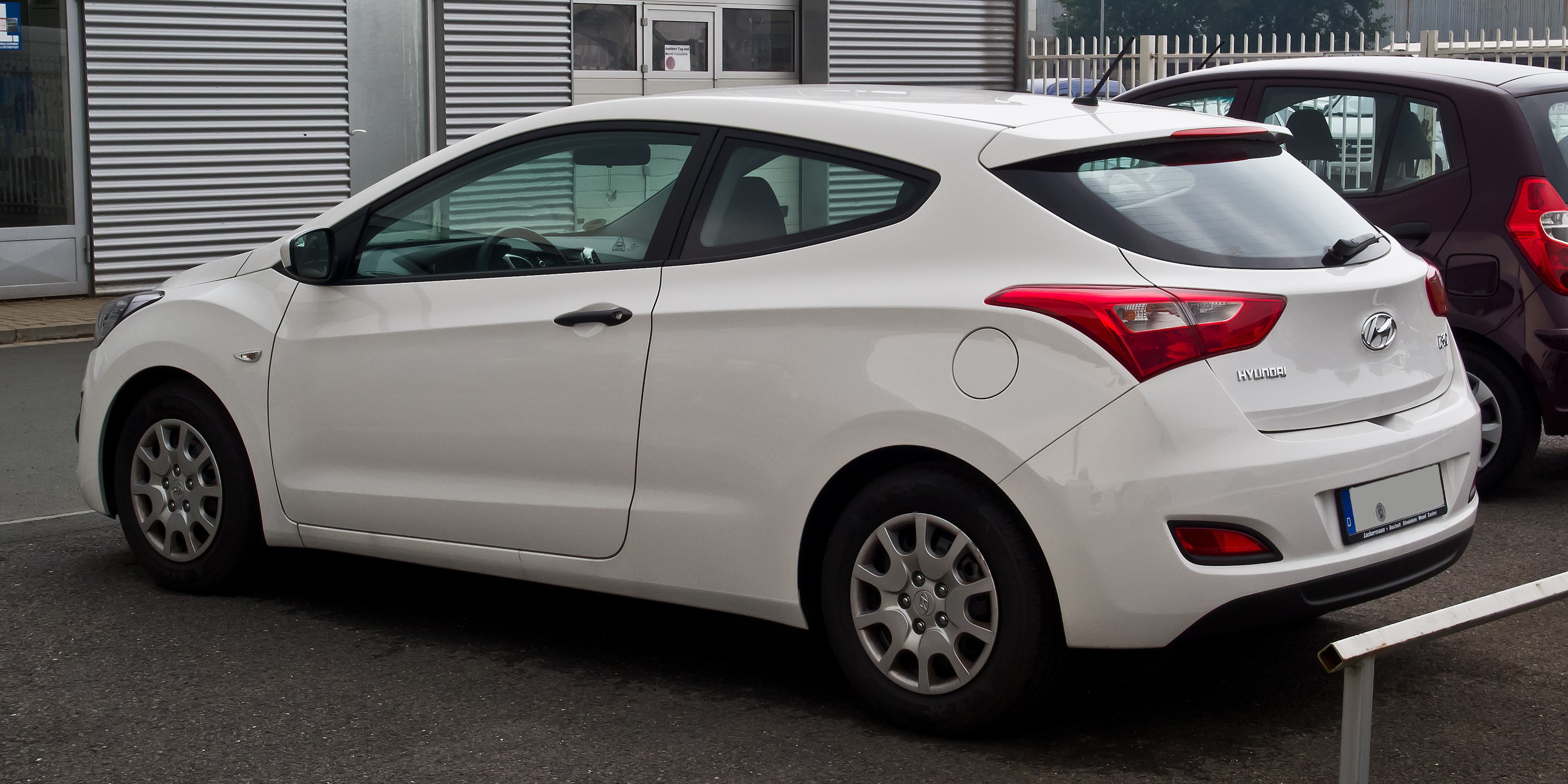
Hyundai i30 Coupé ІІ 3дв. (2012-2015)

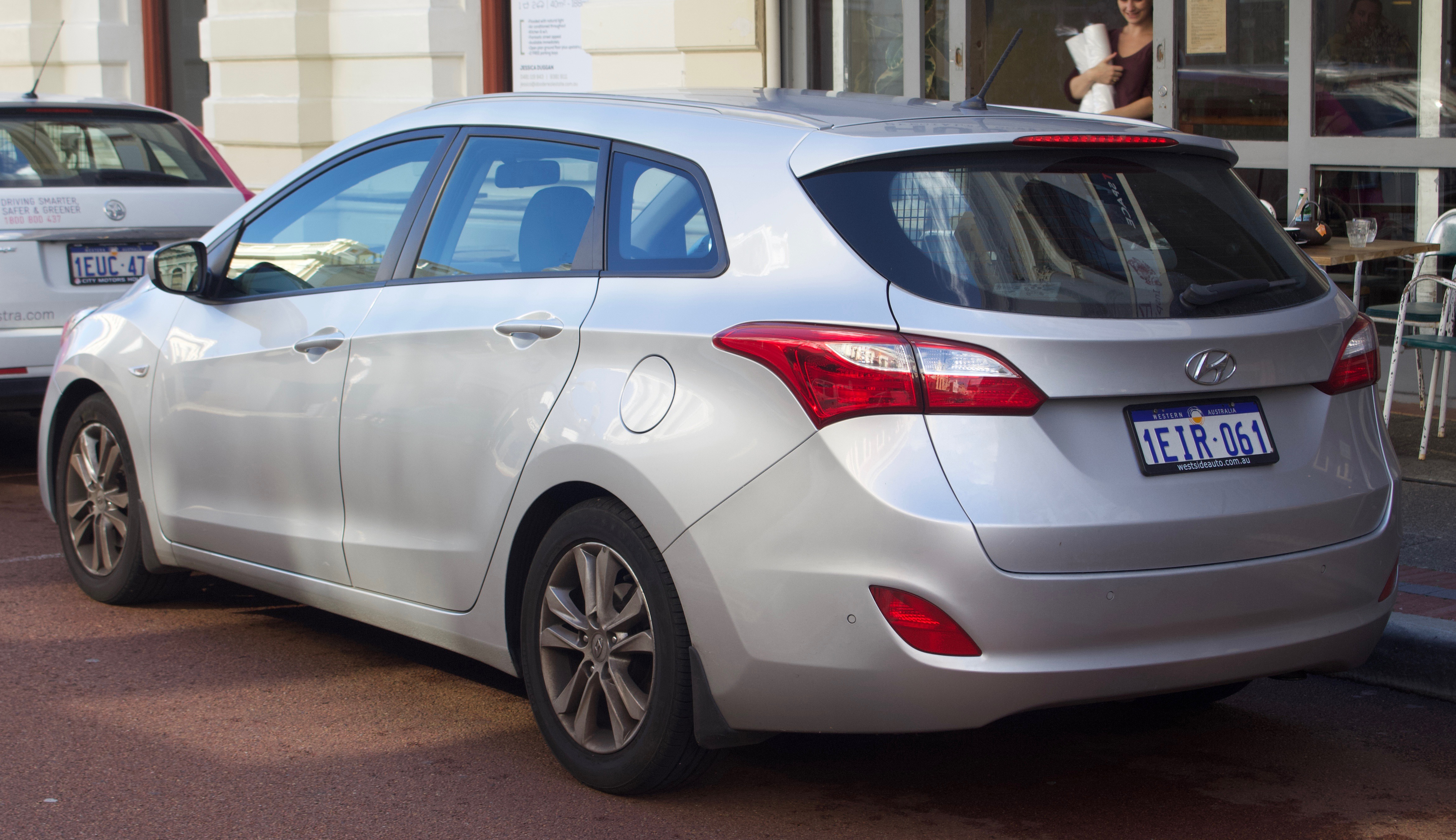
Hyundai i30cw ІІ (2012-2015)

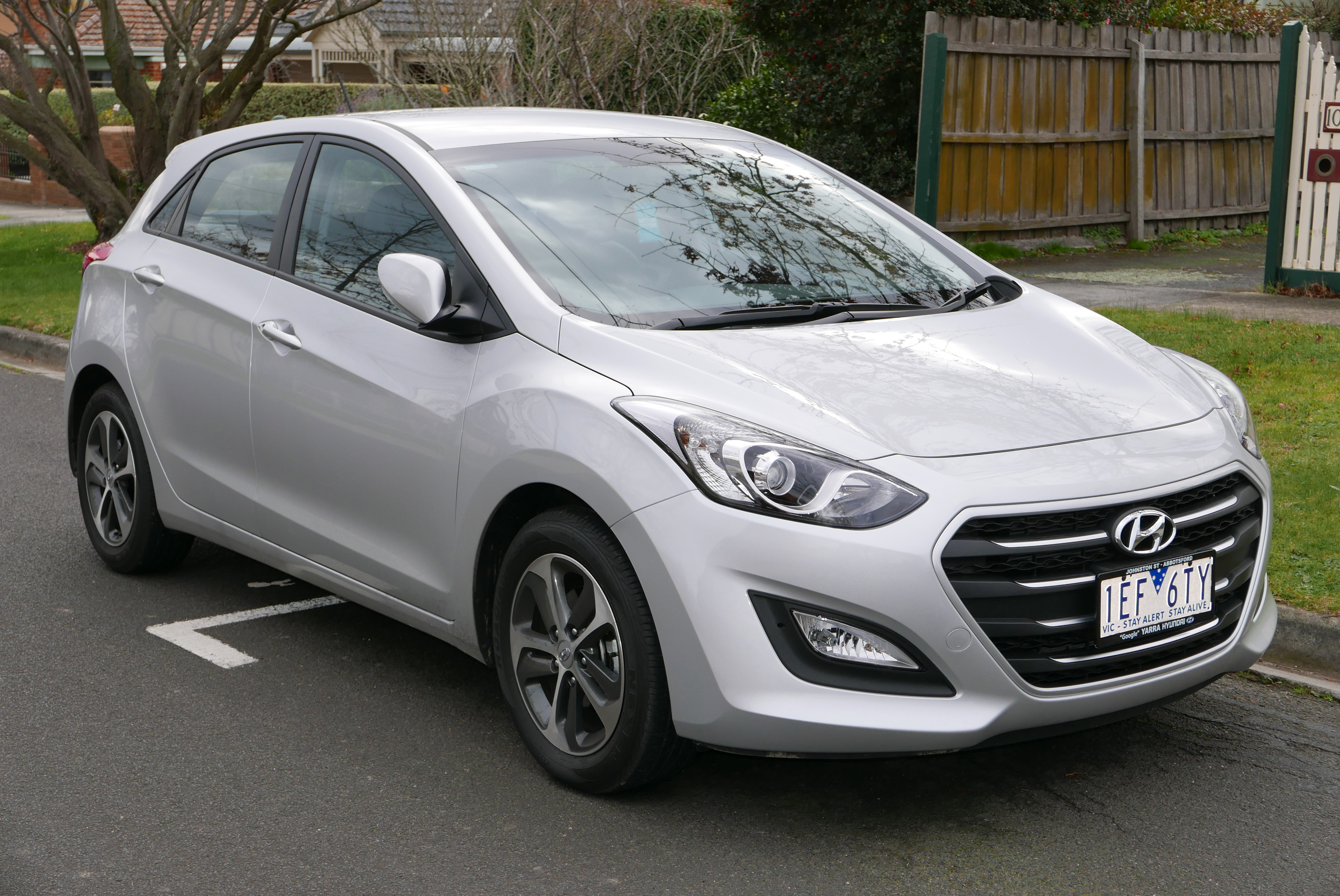
Hyundai i30 ІІ 5дв. (2015-2016)

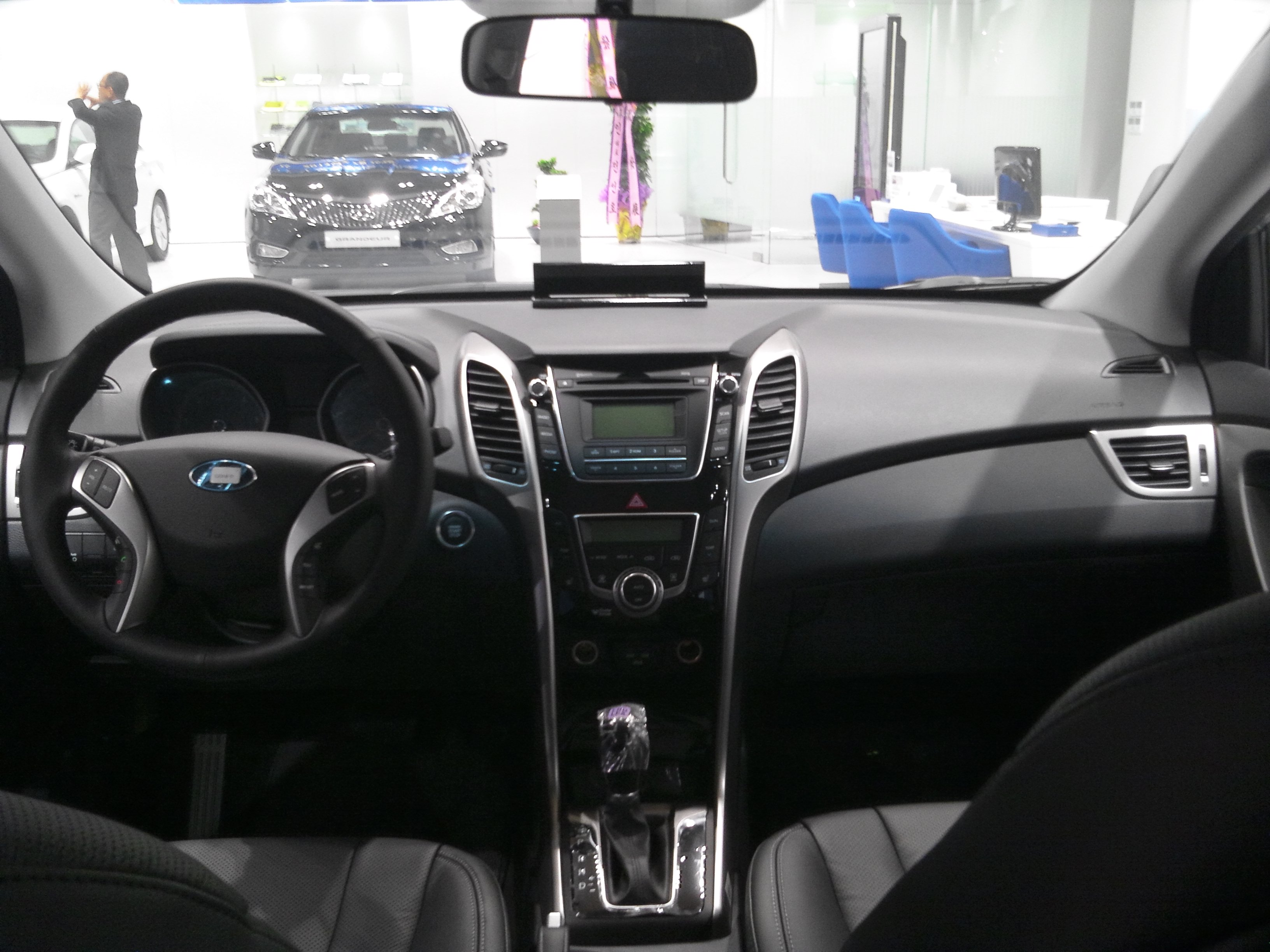

На Франкфуртському міжнародному автосалоні 2011 року Hyundai представила наступне покоління i30. Новий i30 був розроблений і спроєктований у технічному центрі Hyundai Motor Europe в Рюссельсхаймі, Німеччина. Hyundai пропонує на вибір чотири двигуни та шість варіантів потужності й викидів CO2 нижче 100 гр/км завдяки оновленому 1,6-літровому дизельному агрегату. Нове покоління i30 надійшло в продаж у Європі на початку 2012 року як п'ятидверний хетчбек. Він буде випускатися в Європі на заводі компанії в Ношовіцах, Чехія.
Друге покоління i30, згідно з прогнозами, буде доступне в США з літа 2012 року, як Hyundai Elantra GT 2013 модельного року.
Влітку 2012 року представлена версія універсал Hyundai i30cw.
Восени 2012 року на автосалоні в Парижі представлений Hyundai i30 Coupé в кузові 3-дверний хетчбек.
Представлений і30 у S, SE, SE Nav та Premium комплектаціях.
Базова модель стандартно оснащена 1.4-літровим двигунам, хоча більшість водіїв віддають перевагу продуктивнішим 1.6-літровим дизельному та бензиновому силовим агрегатам. Незалежно від моделі, до бази автомобіля входять: поліфункціональне рульове колесо, Bluetooth, USB-порт, центральний замок та функція моніторингу тиску в шинах. Базова модель S отримала стереосистему на чотири динаміка.
Модель середнього рівня SE постачається з задніми сенсорами паркування, круїз-контролем, вікнами з електроприводом, шкіряним кермом, шкіряним важелем перемикання передач та 16-дюймовими литими дисками коліс.
Моделі, починаючи з SE Nav, пропонують систему супутникової навігації з сенсорним екраном з технологією Traffic Message Channel, яка інформує водія про затори.
Модель Premium укомплектована: 17-дюймовими литими дисками коліс, автоматичними фарами, склоочисниками з електроприводом, двозонним клімат-контролем, шкіряними сидіннями та функцією підігріву.
До базових елементів безпеки належать: шість подушок безпеки, контроль стабільності, функція допомоги при русі зі схилу та система аварійної світлової сигналізації. 
Тридверна версія хетчбеку була знята з виробництва у 2015 році, але шанувальники подібної конфігурації можуть придбати i30 Turbo.

### Двигуни
- 1.4 л Gamma MPI I4
- 1.6 л Gamma MPI I4
- 1.6 л Gamma GDI I4
- 1.6 л Gamma T-GDI t/c I4
- 1.8 л Nu MPi MPI I4
- 1.4 л CRDI I4 t/c diesel
- 1.6 л CRDI I4 t/c diesel

## Третє покоління (PD)

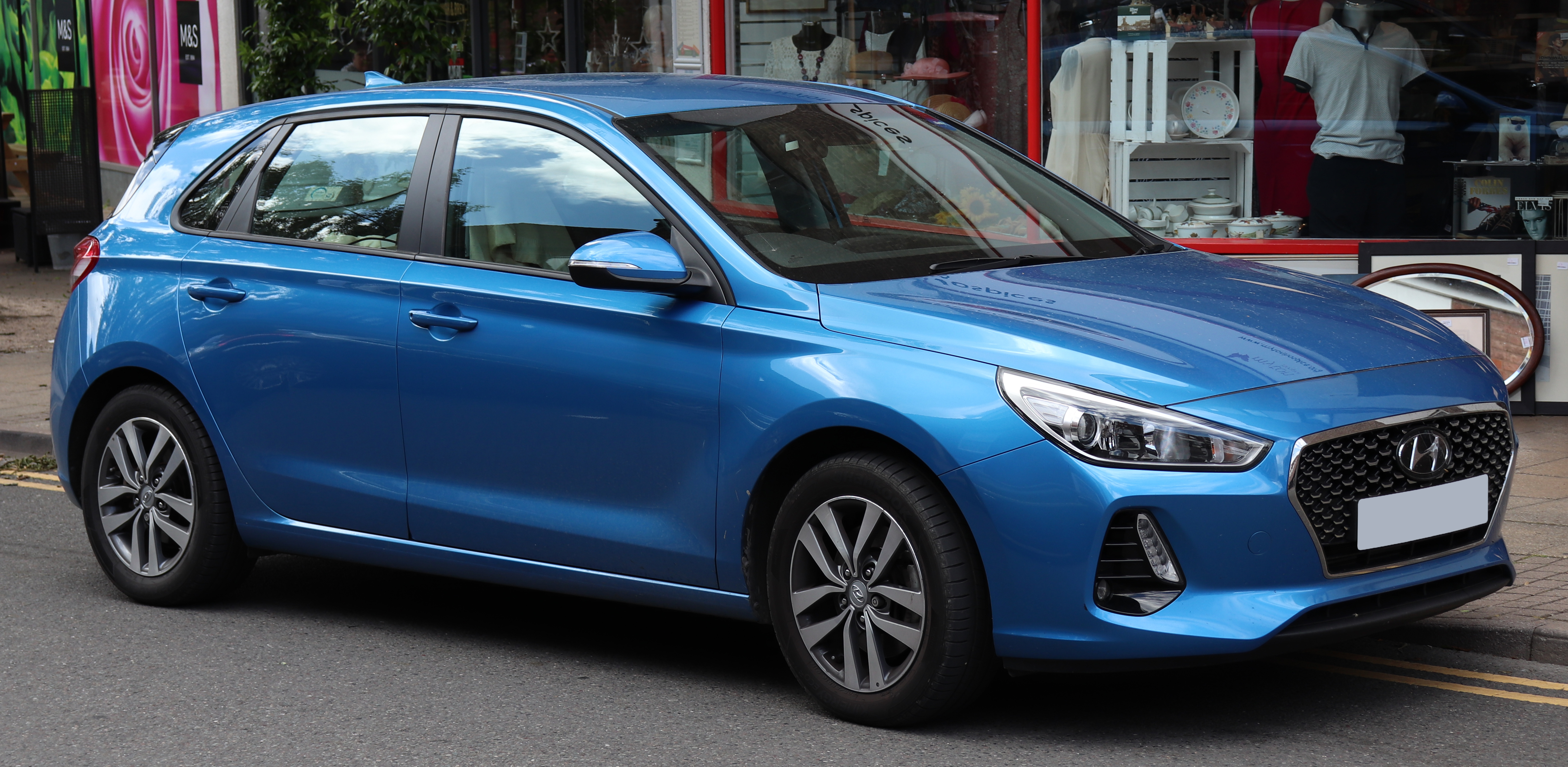
Hyundai i30

На Паризькому автосалоні 2016 року дебютувало третє покоління Hyundai i30. Двигуни три бензинових - атмосферний 1.4 л 100-сильний, 1,0 л турбомотор потужністю 120 к.с. і 1.4 T-GDI (140 к.с.), а також дизель 1.6 - в трьох варіантах форсування: 95, 110 і 133 к.с. Двигуни агрегатуються як з шестиступінчастою МКПП, так і з семідіапазонним «роботом» з двома зчепленнями 7DCT. Трохи пізніше в сімействі i30 з'явиться версія (за чутками, її назвуть RN30), оснащена 260-сильним 2,0 л турбомотором. Ця модель стане першим представником нового суббренда N.

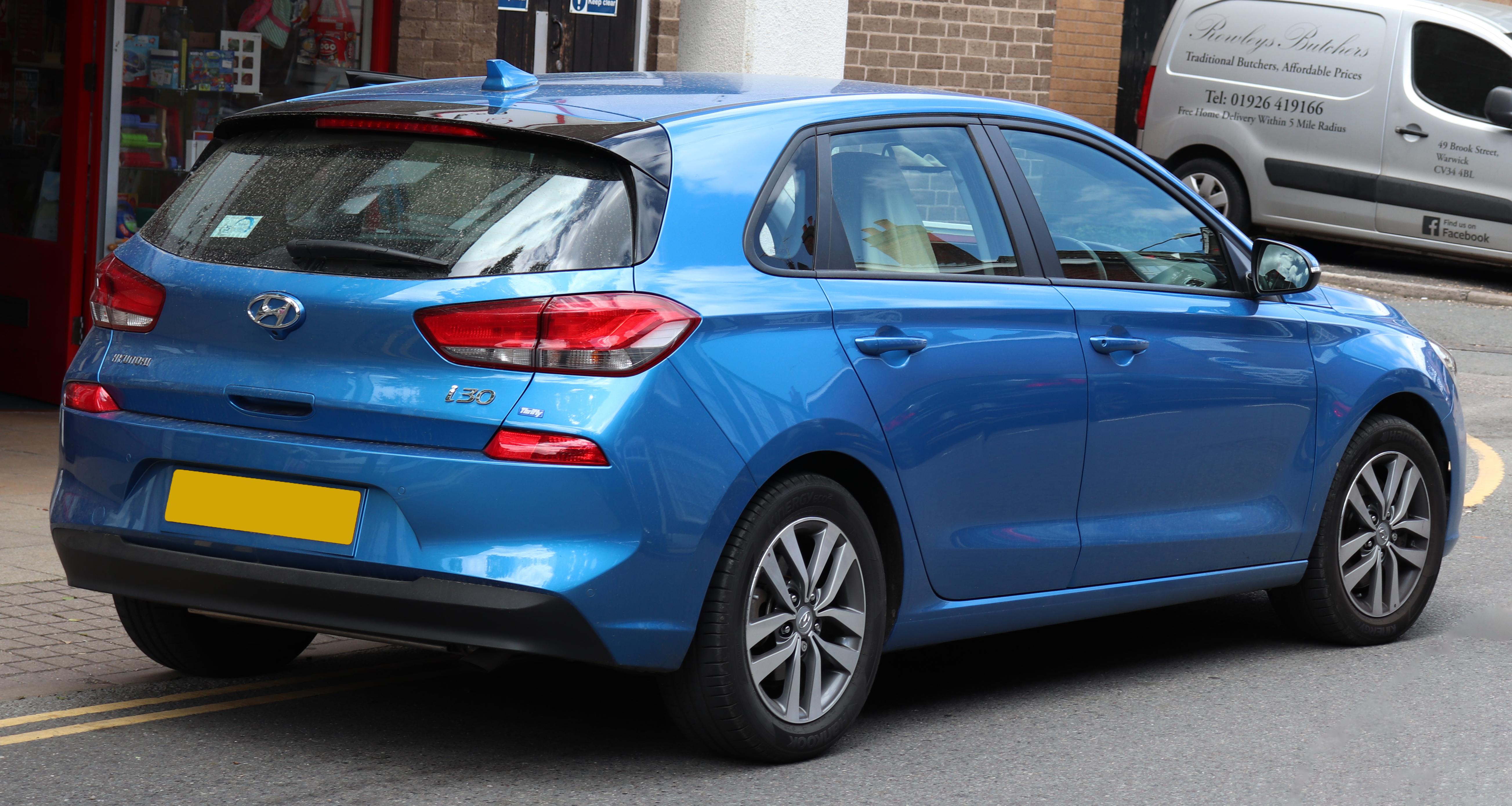
Hyundai i30
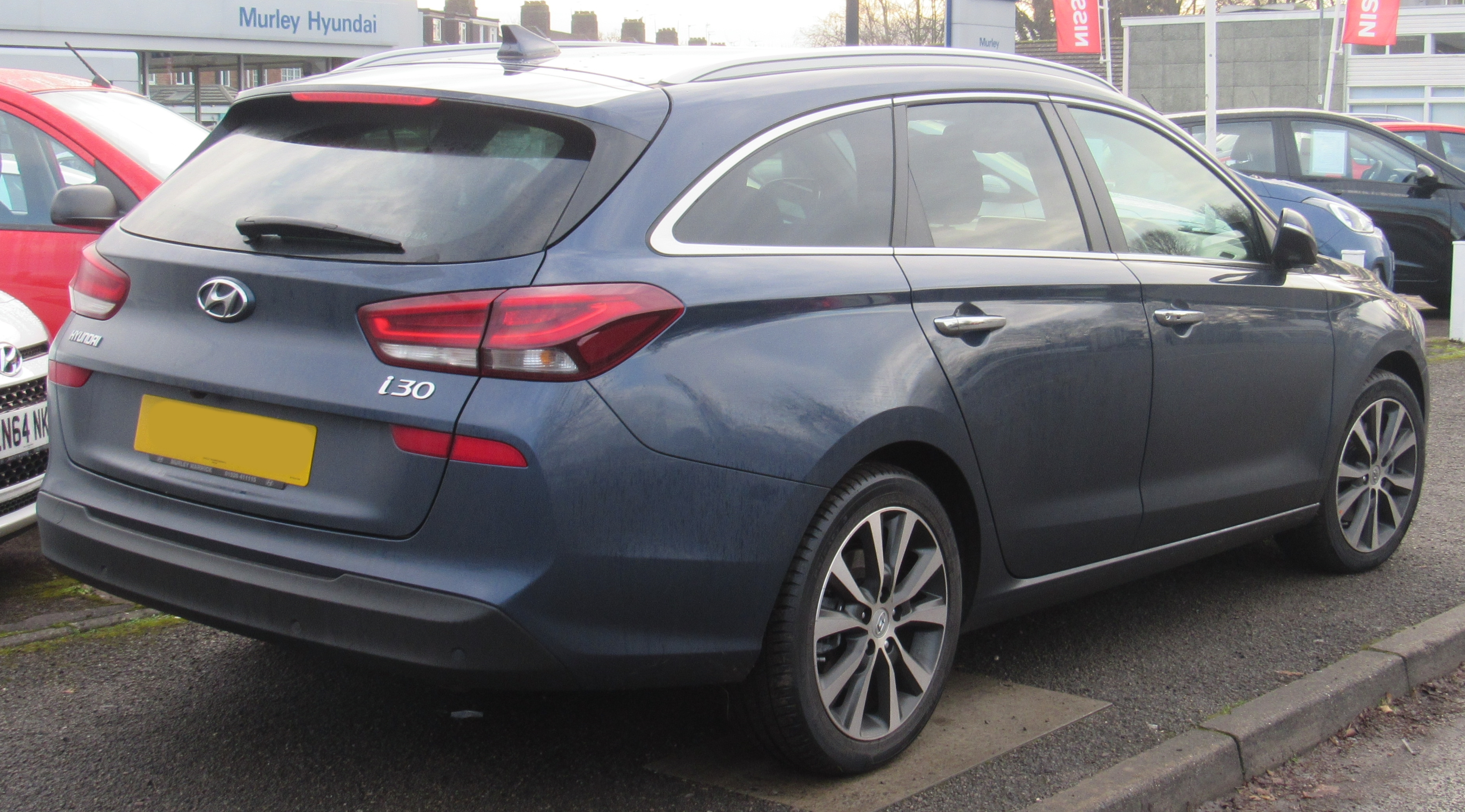
Hyundai i30 Estate
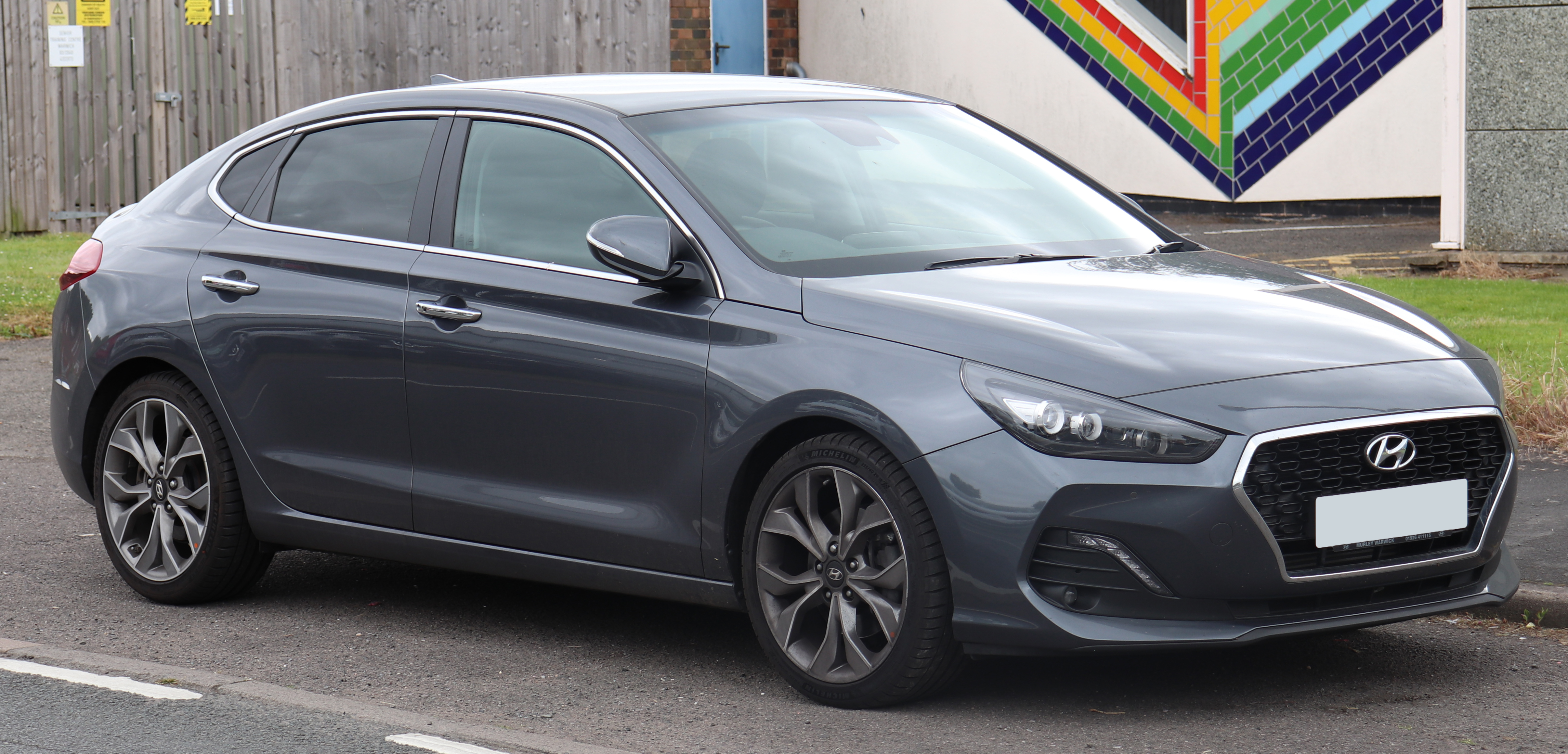
Hyundai i30 седан
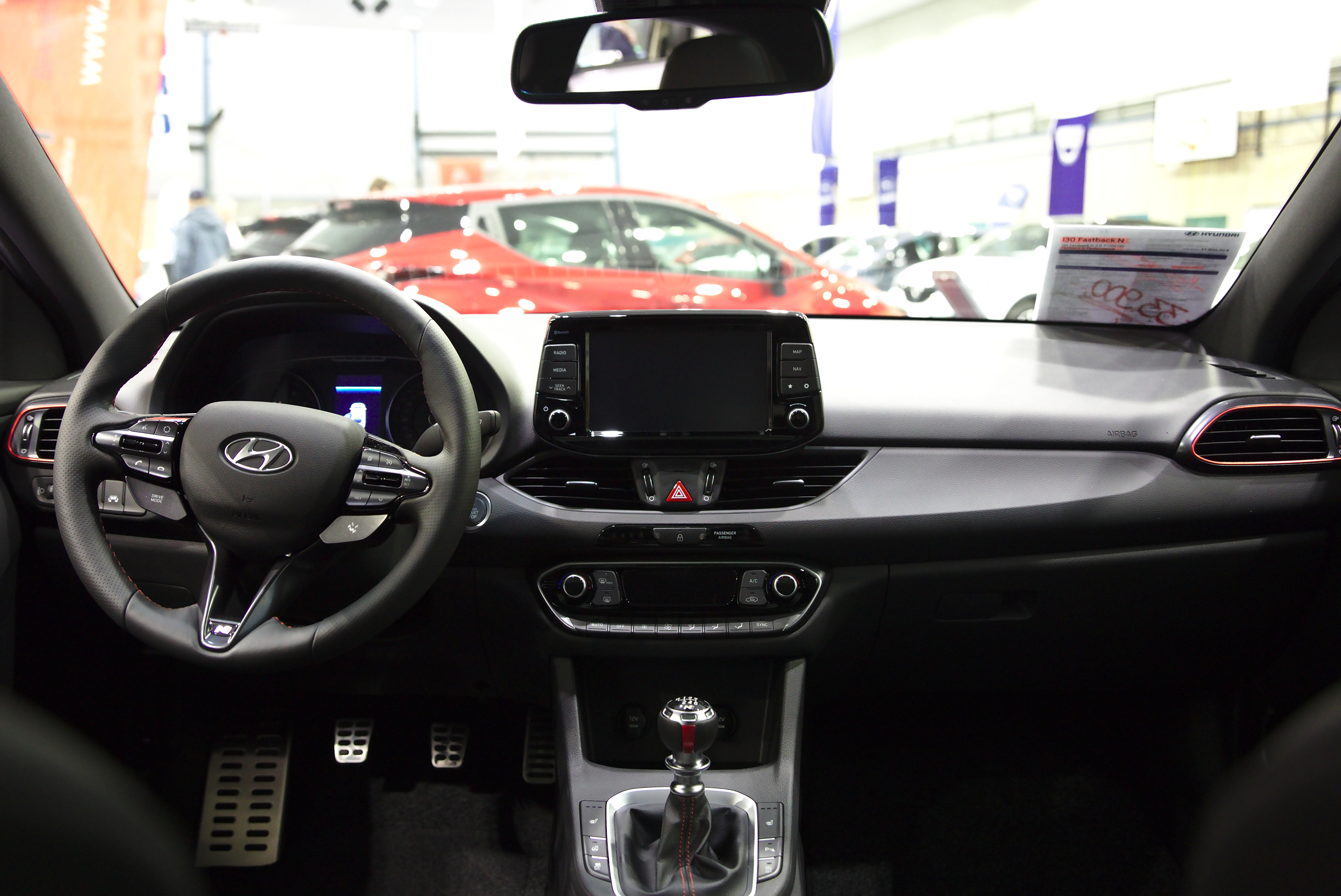

### i30 N

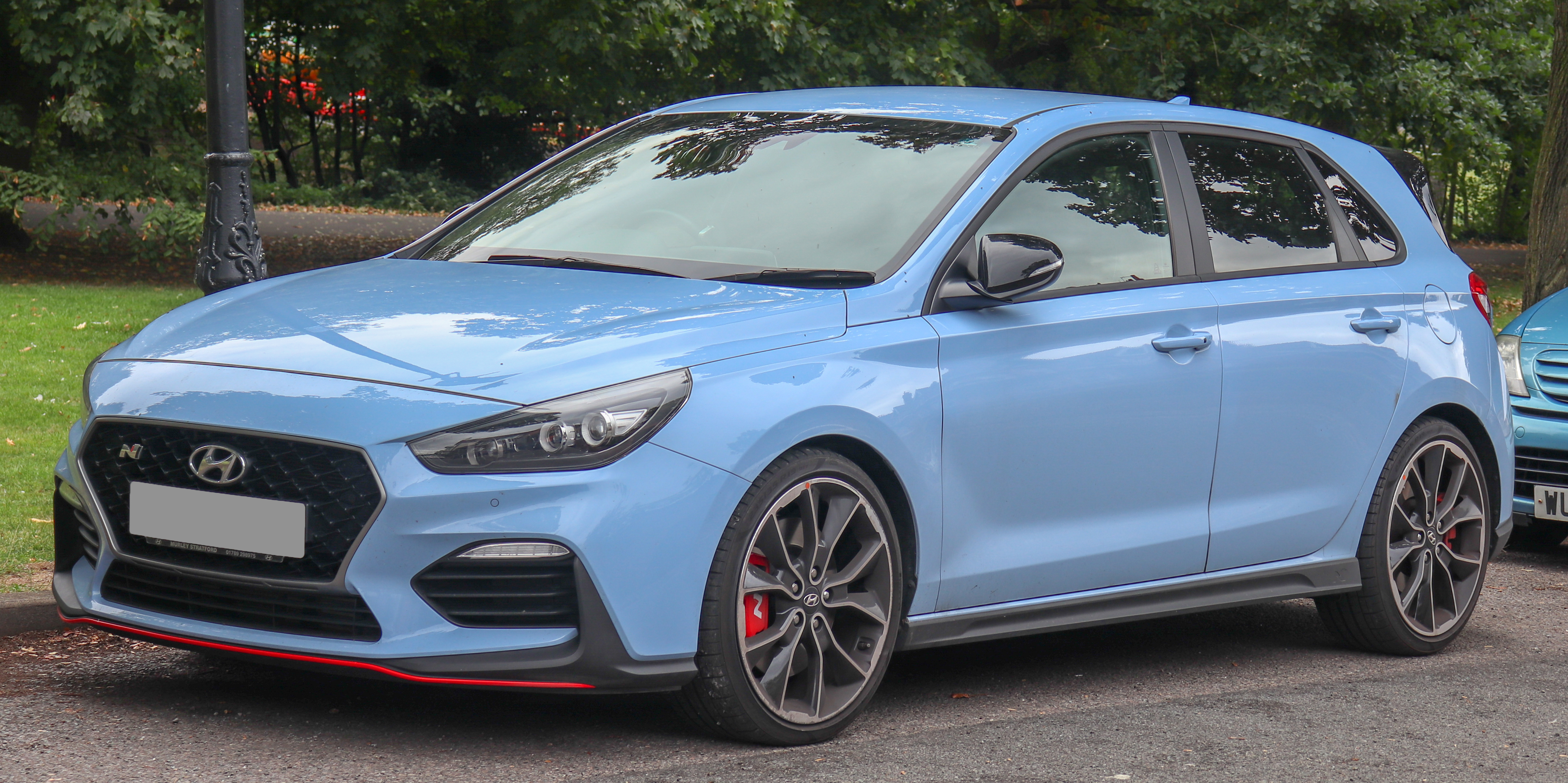
Hyundai i30 N

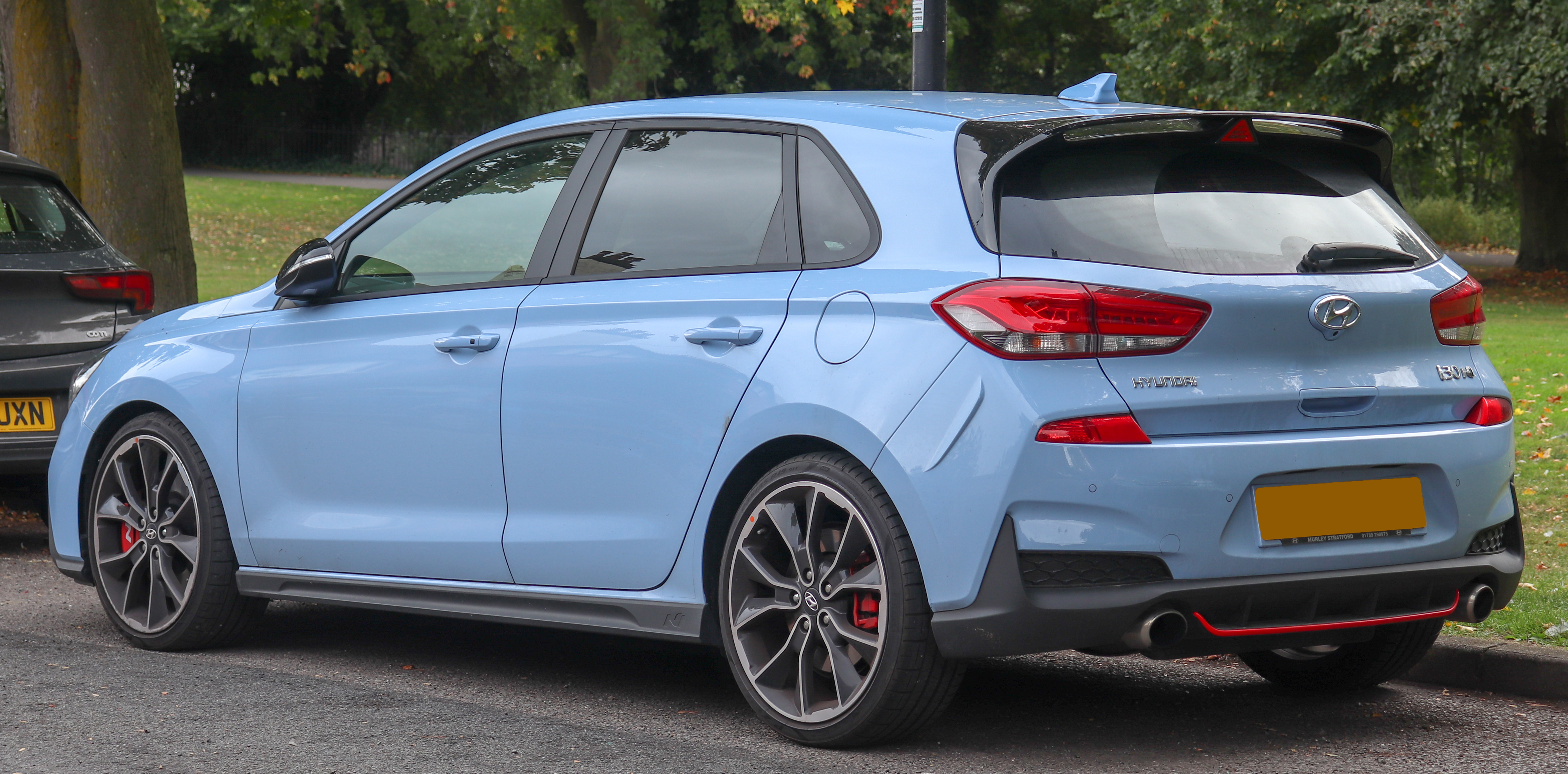
Hyundai i30 N Project C

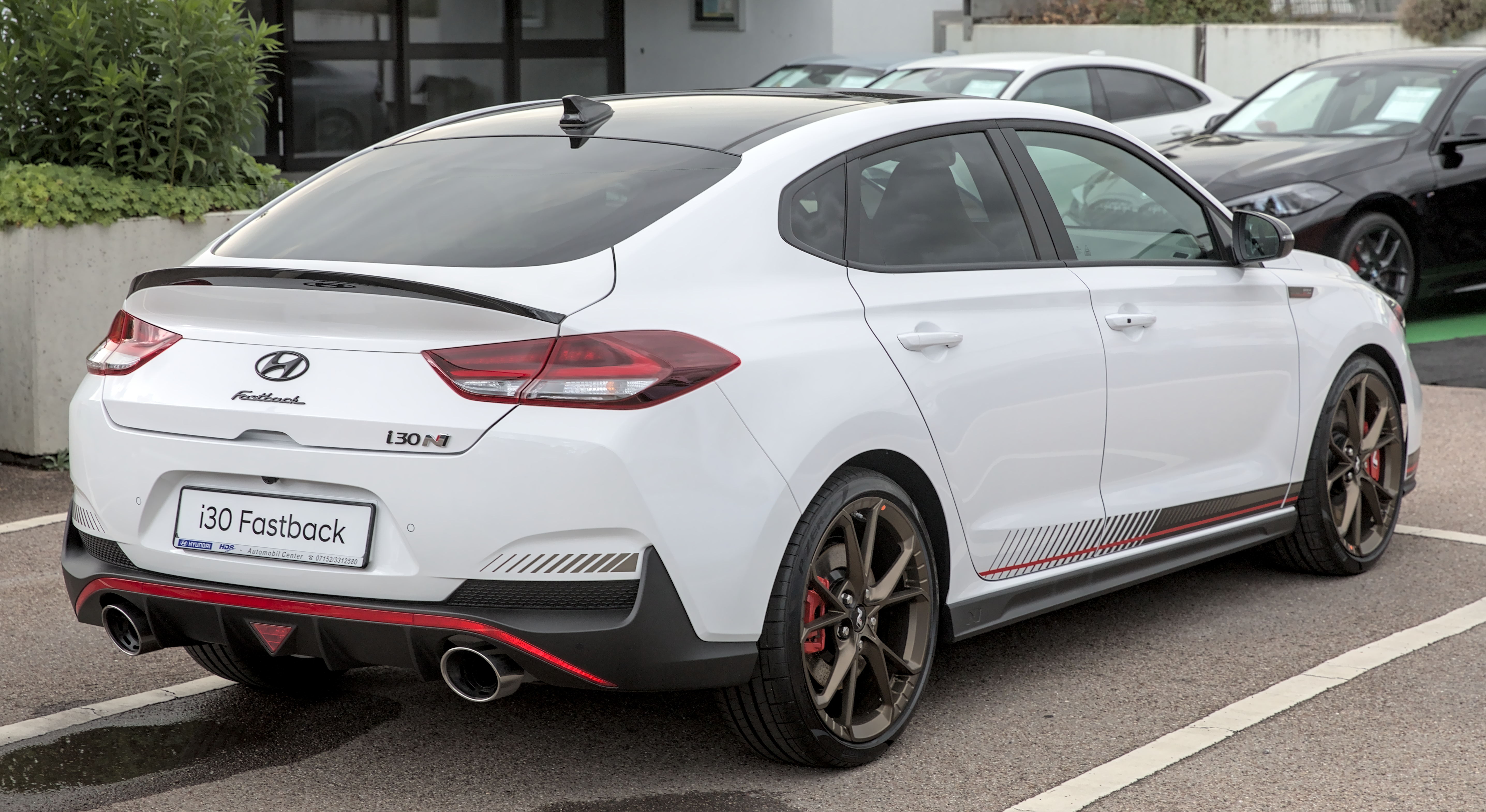
Hyundai i30 Fastback N

Бензинова турбочетвірка 2.0 T-GDI розвиває 250 к.с., пакет Performance підвищує віддачу до 275 сил. Крутний момент залишається незмінним - 353 Нм. Шестиступінчаста "механіка" безальтернативна.
Розгін від 0 до 100 км/год триває 6,1-6,4 с. Максимальна швидкість - 250 км/год.
Підвіска: McPherson спереду і багатоважілька ззаду. Амортизатори з електронним регулюванням і гостре (2,14 обороту від упору до упору) рульове управління з двигуном, змонтованим на рейці.
Тут є п'ять змінюваних режимів руху, в тому числі з використанням режиму (Eco, Normal, Sport, N і N Custom), система стабілізації, що вимикається, і Launch Control. Крім того, інженери додали в хетч електронний генератор звуку мотора. А якщо ви поблажливо вважаєте такий пристрій непотрібною іграшкою, подивіться на пакет Performance. До нього, серед іншого, входять випускна система з клапаном, що перемикається, і диференціал з електронним блокуванням.

### Двигуни
- 1.0 T-GDI 120 к.с.
- 1.4 Gamma MPi 100 к.с.
- 1.6 Gamma MPi 127 к.с.
- 2.0 Nu GDi 164 к.с.
- 1.4 T-GDi 140 к.с.
- 1.6 Gamma T-GDi 204 к.с.
- 2.0 T-GDi 250 к.с.
- 2.0 T-GDi 275 к.с.
- 1.6 CRDi (Diesel) 95 к.с.
- 1.6 CRDi (Diesel) 110 к.с.
- 1.6 CRDi (Diesel) 136 к.с.